# Annet-sur-Marne
Pour les articles homonymes, voir Annet (homonymie) et Marne.
Annet-sur-Marne est une commune française située dans le département de Seine-et-Marne en région Île-de-France.

## Géographie

### Localisation
La ville est située en rive droite de la Marne, à 4 km au sud-est de Claye-Souilly et à 6 km au nord de Thorigny-sur-Marne.

### Communes limitrophes
| Claye-Souilly |                              | Fresnes-sur-Marne |
|               | Annet-sur-Marne              | Jablines          |
| Villevaudé    | Carnetin, Thorigny-sur-Marne | Dampmart          |

### Géologie et relief
La commune est classée en zone de sismicité 1, correspondant à une sismicité très faible.
L'altitude varie de 38 mètres à 133 mètres pour le point le plus haut, le centre du bourg se situant à environ 50 mètres d'altitude (mairie).

### Hydrographie

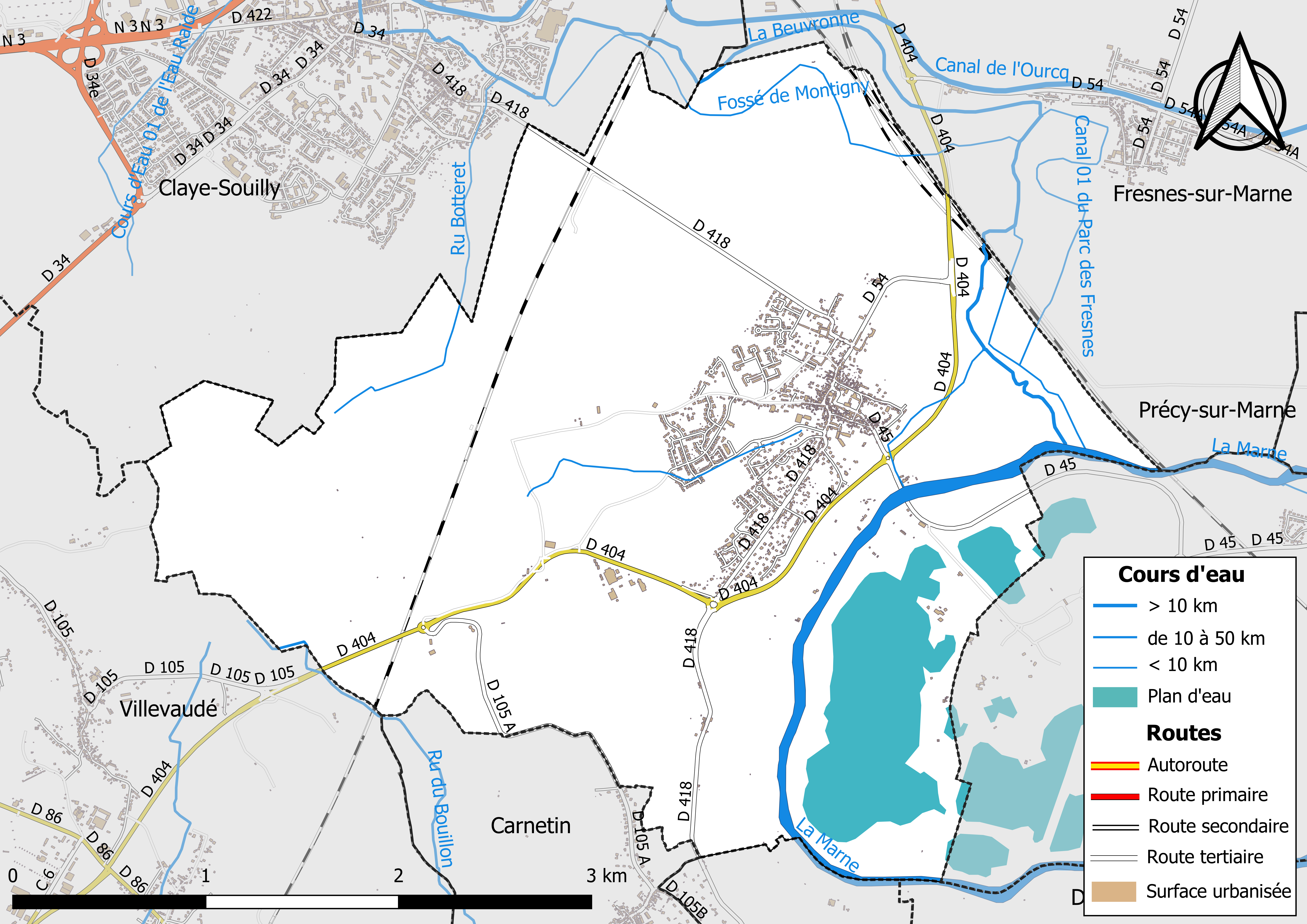
Carte des réseaux hydrographique et routier d'Annet-sur-Marne.

Le réseau hydrographique de la commune se compose de neuf cours d'eau référencés :
- la rivière la Marne, longue de 514,26 km[3], principal affluent de la Seine ;
  - le canal 01 de la Commune d'Annet-sur-Marne, cours d'eau de 1,02 km[4], qui conflue avec la Marne ;
  - le canal 01 de la Commune de Fresnes-sur-Marne, 1,50 km[5], qui conflue avec la Marne ;
    - le canal 01 du Parc des Fresnes, 2,20 km[6], qui conflue avec le canal 01 de la Commune de Fresnes-sur-Marne ;

  - la rivière Beuvronne, longue de 23,90 km[7], affluent en rive droite de la Marne ;
    - le ru Botteret, long de 2,26 km, à la limite ouest de la commune[8], affluent de la Beuvronne ;
    - le fossé de Montigny, canal de 3,29 km, qui conflue avec la Beuvronne ;

  - le ru du Bouillon ou ru d'armoin, long de 5,59 km[9], affluent de la Marne ;
- le fossé 01 de la Commune d'Annet-sur-Marne, 1,59 km[10].

Par ailleurs, son territoire est également traversé par l'aqueduc de la Dhuis.
La longueur totale des cours d'eau sur la commune est de 13,69 km.

### Climat
Pour des articles plus généraux, voir Climat de l'Île-de-France et Climat de Seine-et-Marne.
En 2010, le climat de la commune est de type climat océanique dégradé des plaines du Centre et du Nord, selon une étude du CNRS s'appuyant sur une série de données couvrant la période 1971-2000. En 2020, Météo-France publie une typologie des climats de la France métropolitaine dans laquelle la commune est exposée à un climat océanique altéré et est dans une zone de transition entre les régions climatiques « Sud-ouest du bassin Parisien » et « Nord-est du bassin Parisien ».
Pour la période 1971-2000, la température annuelle moyenne est de 11,4 °C, avec une amplitude thermique annuelle de 15,2 °C. Le cumul annuel moyen de précipitations est de 709 mm, avec 10,7 jours de précipitations en janvier et 7,8 jours en juillet. Pour la période 1991-2020, la température moyenne annuelle observée sur la station météorologique la plus proche, située sur la commune de Torcy à 10 km à vol d'oiseau, est de 12,1 °C et le cumul annuel moyen de précipitations est de 716,4 mm,. Pour l'avenir, les paramètres climatiques de la commune estimés pour 2050 selon différents scénarios d'émission de gaz à effet de serre sont consultables sur un site dédié publié par Météo-France en novembre 2022.

### Milieux naturels et biodiversité

#### Réseau Natura 2000

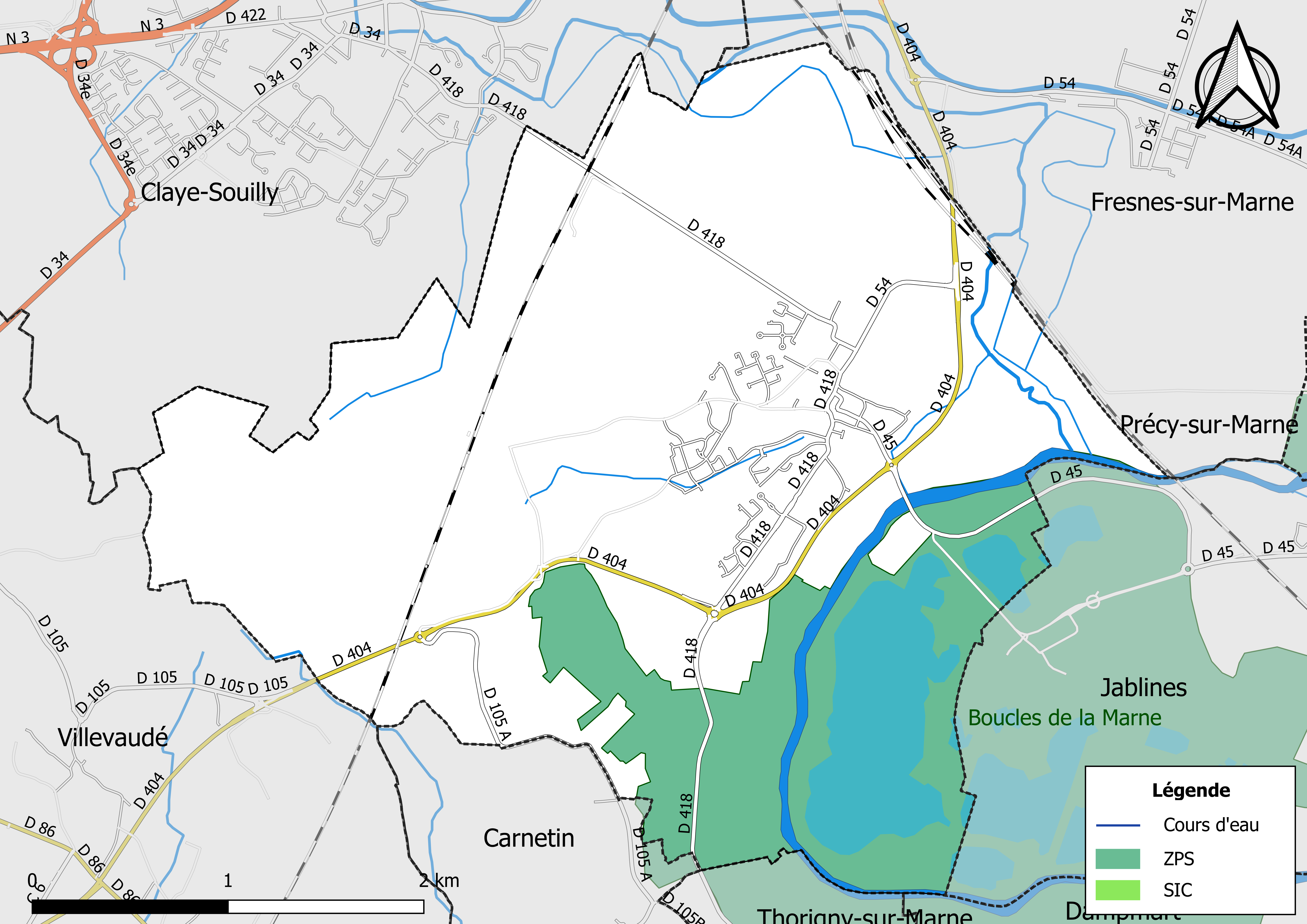
Sites Natura 2000 sur le territoire communal.

Le réseau Natura 2000 est un réseau écologique européen de sites naturels d’intérêt écologique élaboré à partir des Directives « Habitats » et « Oiseaux ». Ce réseau est constitué de Zones spéciales de conservation (ZSC) et de Zones de protection spéciale (ZPS). Dans les zones de ce réseau, les États Membres s'engagent à maintenir dans un état de conservation favorable les types d'habitats et d'espèces concernés, par le biais de mesures réglementaires, administratives ou contractuelles.
Un site Natura 2000 a été défini sur la commune au titre de la « directive Oiseaux » :
- les « Boucles de la Marne », d'une superficie de 2 641 ha, un lieu refuge pour une population d’Œdicnèmes criards d’importance régionale qui subsiste malgré la détérioration des milieux[20],[21].

#### Zones naturelles d'intérêt écologique, faunistique et floristique
L’inventaire des zones naturelles d'intérêt écologique, faunistique et floristique (ZNIEFF) a pour objectif de réaliser une couverture des zones les plus intéressantes sur le plan écologique, essentiellement dans la perspective d’améliorer la connaissance du patrimoine naturel national et de fournir aux différents décideurs un outil d’aide à la prise en compte de l’environnement dans l’aménagement du territoire.
Le territoire communal d'Annet-sur-Marne comprend quatre ZNIEFF de type 1, :
- la « Forêt de Vallières et carrières souterraines à Annet-sur-Marne » (292,58 ha), couvrant 3 communes du département[23] ;
- « les Fosses Malore » (98,59 ha), couvrant 3 communes du département[24] ;
- le « plan d'eau de la Boucle de Jablines » (509,63 ha), couvrant 3 communes du département[25] ;
- la « vallée de la Beuvronne entre Claye-Souilly et Fresnes-sur-Marne » (106,42 ha), couvrant 3 communes du département[26] ;

et un ZNIEFF de type 2,,
la « vallée de la Marne de Coupvray à Pomponne » (3 619,57 ha), couvrant 17 communes du département.

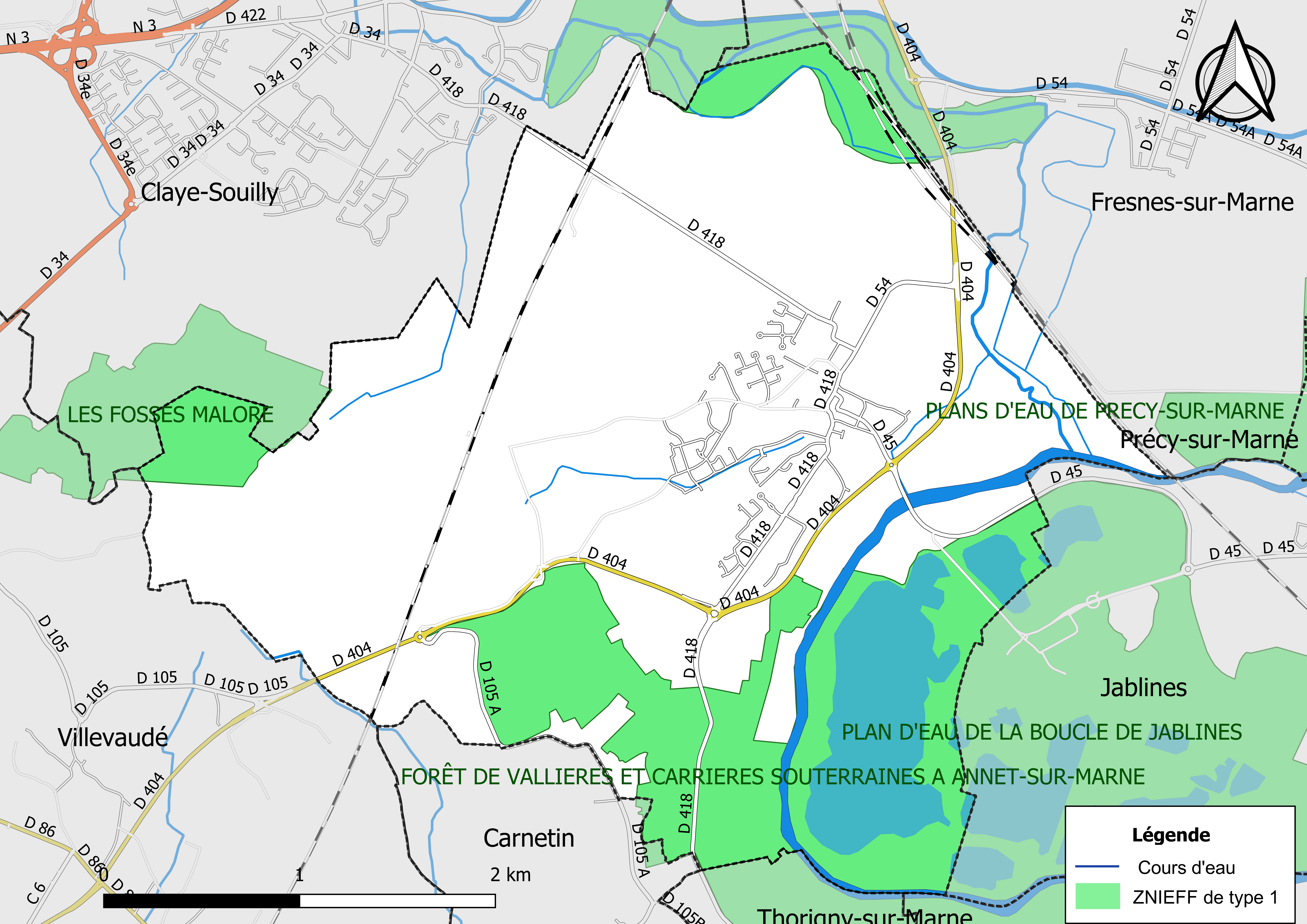
Carte des ZNIEFF de type 1 de la commune.
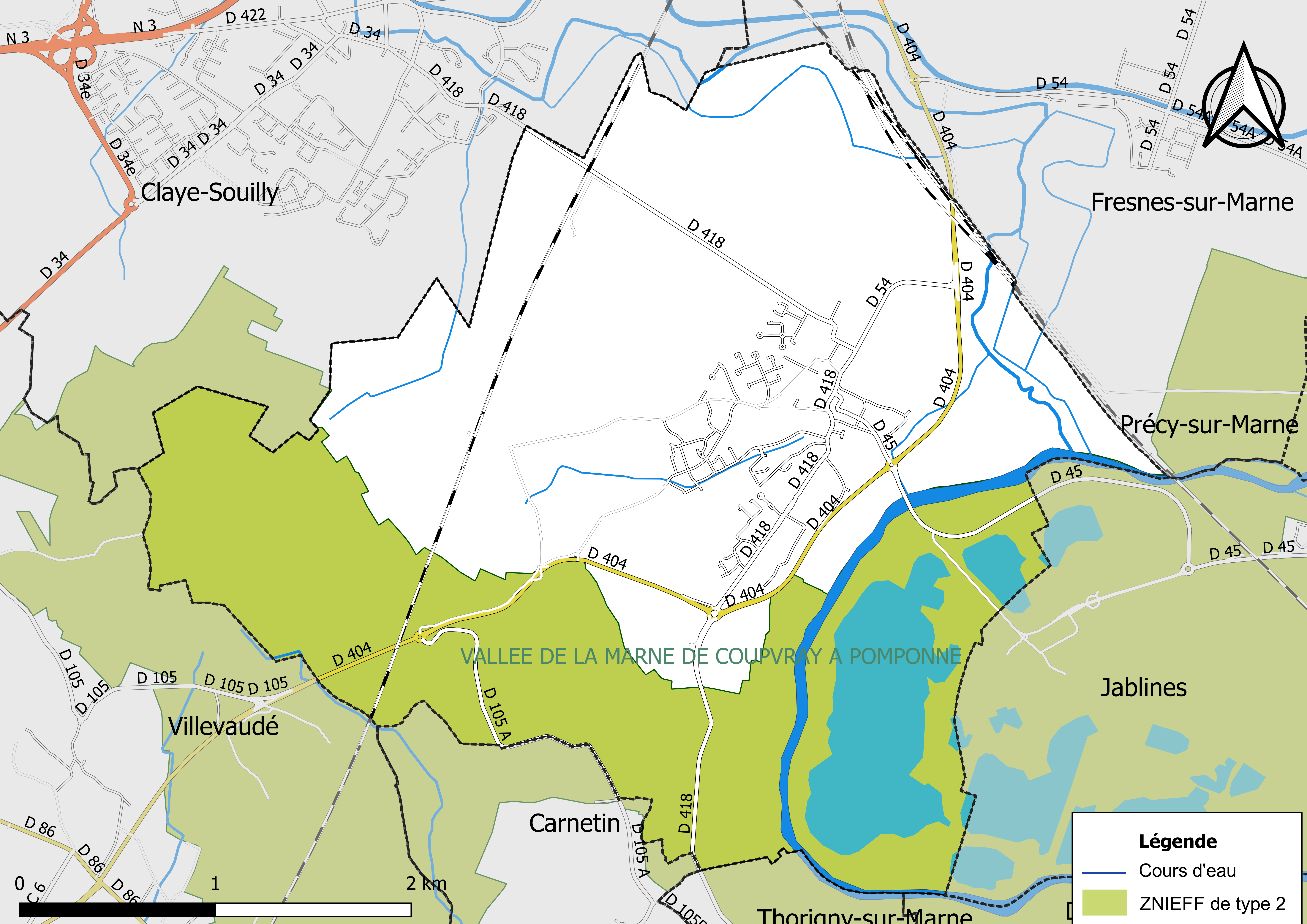
Carte des ZNIEFF de type 2 de la commune.

## Urbanisme

### Typologie
Au 1er janvier 2024, Annet-sur-Marne est catégorisée ceinture urbaine, selon la nouvelle grille communale de densité à sept niveaux définie par l'Insee en 2022.
Elle appartient à l'unité urbaine d'Annet-sur-Marne, une unité urbaine monocommunale constituant une ville isolée,. Par ailleurs la commune fait partie de l'aire d'attraction de Paris, dont elle est une commune de la couronne,. Cette aire regroupe 1 929 communes,.

### Occupation des sols
L'occupation des sols de la commune, telle qu'elle ressort de la base de données européenne d’occupation biophysique des sols Corine Land Cover (CLC), est marquée par l'importance des territoires agricoles (52,4 % en 2018), en diminution par rapport à 1990 (56,8 %). La répartition détaillée en 2018 est la suivante : terres arables (44,4 %), forêts (24,4 %), zones urbanisées (8,7 %), prairies (8 %), eaux continentales (6,9 %), espaces verts artificialisés, non agricoles (3,6 %), mines, décharges et chantiers (2,8 %), milieux à végétation arbustive et/ou herbacée (1,2 %).
Parallèlement, L'Institut Paris Région, agence d'urbanisme de la région Île-de-France, a mis en place un inventaire numérique de l'occupation du sol de l'Île-de-France, dénommé le MOS (Mode d'occupation du sol), actualisé régulièrement depuis sa première édition en 1982. Réalisé à partir de photos aériennes, le Mos distingue les espaces naturels, agricoles et forestiers mais aussi les espaces urbains (habitat, infrastructures, équipements, activités économiques, etc.) selon une classification pouvant aller jusqu'à 81 postes, différente de celle de Corine Land Cover,. En 2017, la répartition de la commune s’établit, selon les trois grands postes principaux, comme suit : 75,58 % d’espaces agricoles, forestiers et naturels, 11,73 % d’espaces ouverts artificialisés et 12,69 % d’espaces construits artificialisés. La diminution des espaces agricoles, forestiers et naturels entre 2012 et 2017 est de 13,4 ha, sur les 1 006 ha recensés sur la commune en 2012.
L'Institut met également à disposition des outils permettant de visualiser par photo aérienne l'évolution de l'occupation des sols de la commune entre 1949 et 2018.

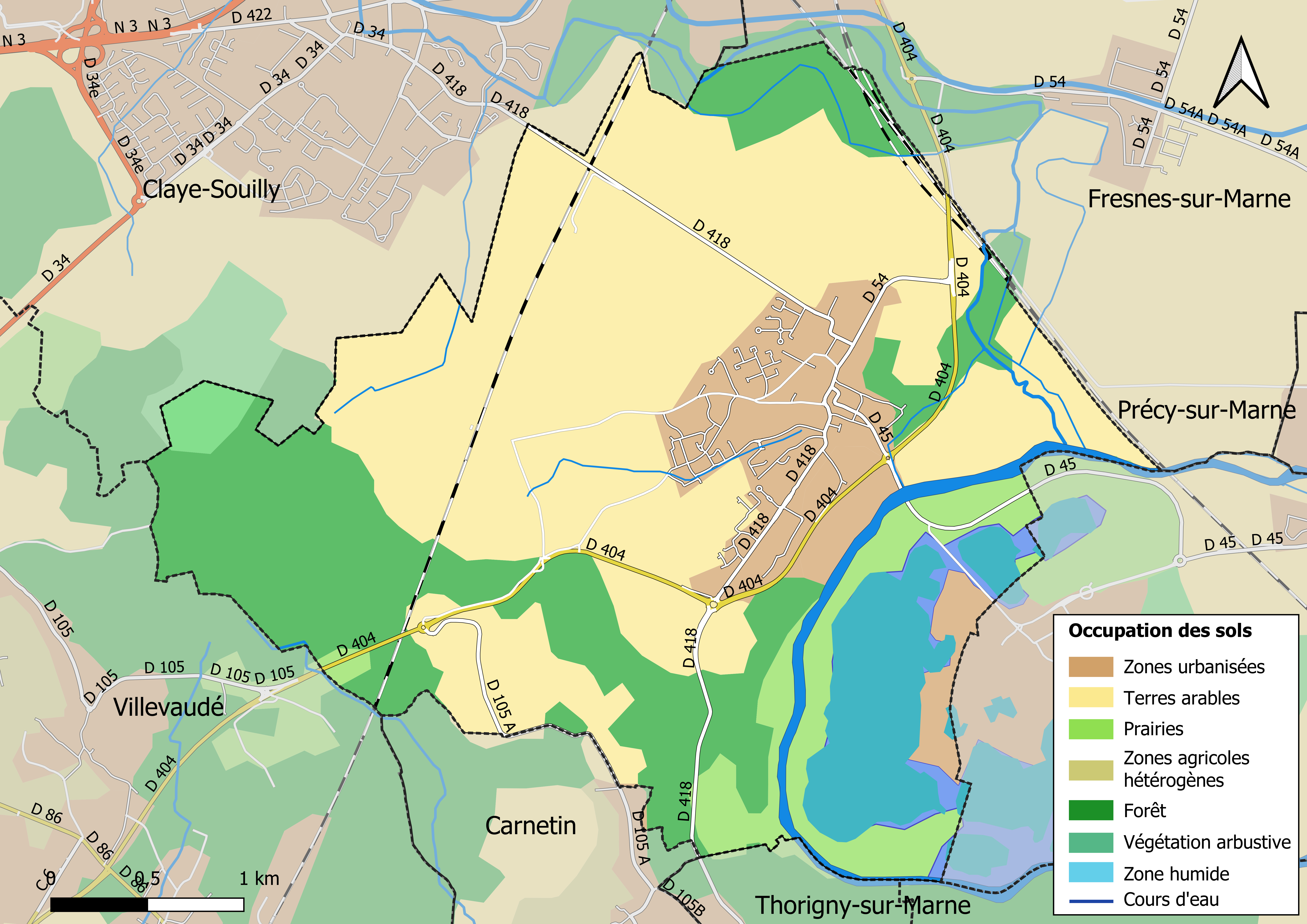
Carte des infrastructures et de l'occupation des sols en 2018 (CLC) de la commune.
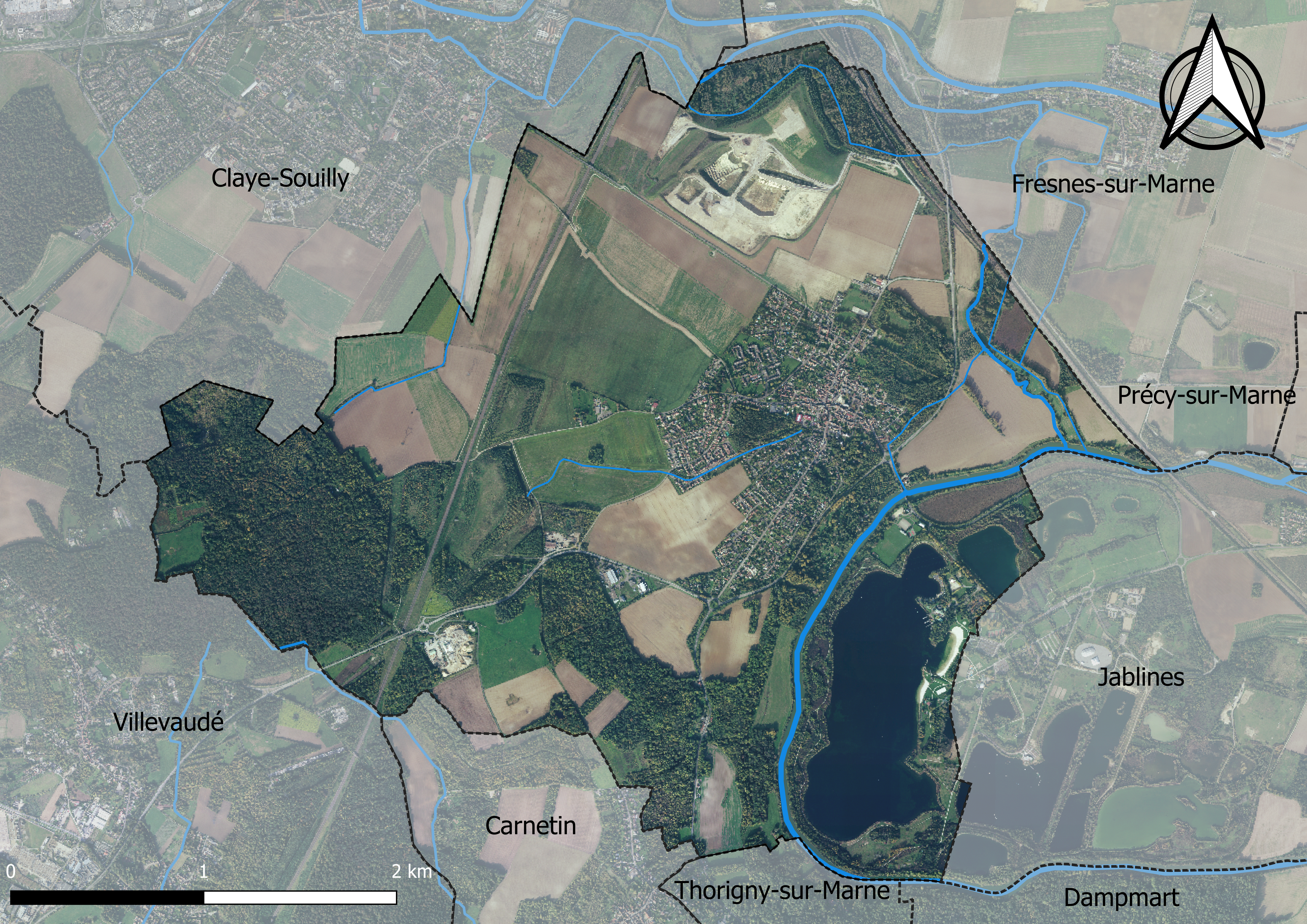
Carte orthophotogrammétrique de la commune d'Annet-sur-Marne.

### Planification
La loi SRU du 13 décembre 2000 a incité les communes à se regrouper au sein d’un établissement public, pour déterminer les partis d’aménagement de l’espace au sein d’un SCoT, un document d’orientation stratégique des politiques publiques à une grande échelle et à un horizon de 20 ans et s'imposant aux documents d'urbanisme locaux, les PLU (Plan local d'urbanisme). La commune est dans le territoire du SCOT Roissy Pays de France, approuvé le 19 décembre 2019 et porté par la communauté d’agglomération Roissy Pays de France.
La commune disposait en 2019 d'un plan local d'urbanisme approuvé. Le zonage réglementaire et le règlement associé peuvent être consultés sur le géoportail de l'urbanisme.

### Lieux-dits et écarts
La commune compte 96 lieux-dits administratifs répertoriés consultables ici (source : le fichier Fantoir).

### Logement
En 2013, le nombre total de logements dans la commune était de 1305 (dont 80 % de maisons et 18,7 % d’appartements).
Parmi ces logements, 94,2 % étaient des résidences principales, 1,2 % des résidences secondaires et 4,5 % des logements vacants.
La part des ménages propriétaires de leur résidence principale s’élevait à 77,3 %.

### Voies de communication et transports

#### Voies de communication
On accède à Annet-sur-Marne, soit :
- par la D 418 puis la D 404, du sud, de Thorigny-sur-Marne, située à 5,8 km ;
- par la D 418 au nord-ouest, de Claye-Souilly, située à environ 4,4 km sur la nationale 3.

Annet-sur-Marne est proche également de la Francilienne à l'ouest à 9,7 km (Le Pin).

#### Transports en commun
Réseau de bus de Marne-la-Vallée :
- ligne 15 (Thorigny – Annet-sur-Marne).

Réseau de bus Roissy Est :
- ligne 9 (Gare de Mitry - Claye – Gare de Meaux).

## Toponymie
La mention la plus ancienne est Anethum vers 1059, Altare de Anetho en 1076, puis Anetum en 1120 et Anet en 1195.
Le toponyme serait composé du gaulois Ana- (marais) et du suffixe diminutif -ittum, d'où le « petit marais ». Marianne Mulon rapporte un *anittum « petit bourbier ». L'origine du nom de la commune pourrait remonter à la déesse, Ana, mère de tous les Dieux, protectrice des vivants, des morts et des lieux humides (marais) aux temps antiques.

## Histoire

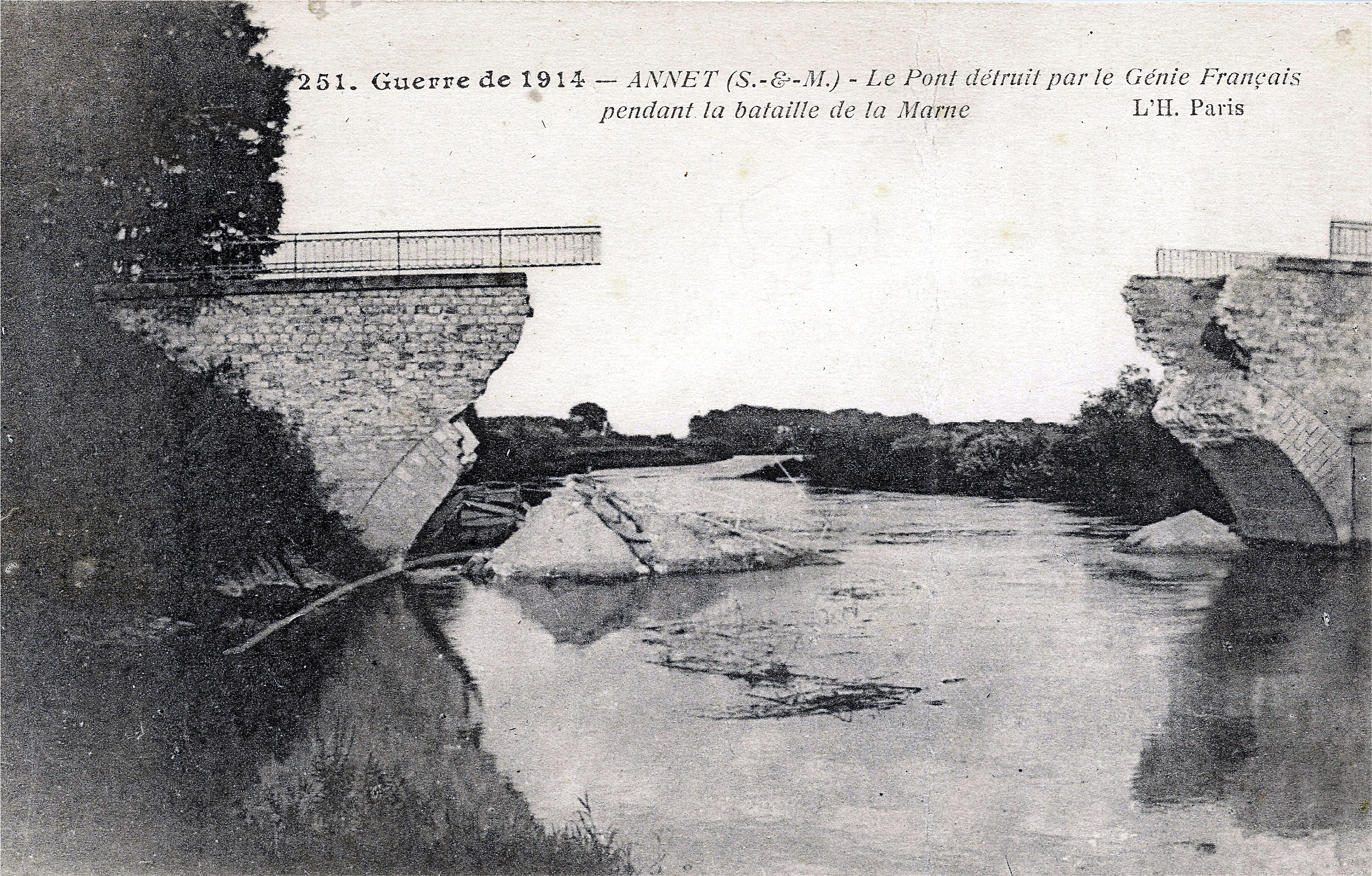
Le pont détruit par le Génie français pendant la bataille de la Marne.

Le prieuré Saint-Martin-des-Champs possédait des terres, des bois et des prés dans le village d'Annet-sur-Marne vers 1059.
Selon l’almanach de Seine-et-Marne de 1862, Annet, Anethum (en 1096), Agnetum (en 1239), Annetum (en 1363) était autrefois de la province de l’Île-de-France, France proprement dite, bailliage, élection et coutume de Meaux, diocèse de Meaux, archidiaconé de France et doyenné de Claye-Souilly.

## Politique et administration

### Rattachements administratifs et électoraux
La commune était intégrée depuis 1994 à l'arrondissement de Torcy, qui avait succédé à l'arrondissement de Meaux du département de Seine-et-Marne.
Afin de faire coïncider les limites d'arrondissement et celles des intercommunalités, elle réintègre le 1er janvier 2018 l'arrondissement de Meaux.
Pour l'élection des députés, elle fait partie depuis 1988 de la septième circonscription de Seine-et-Marne.
Elle fait partie depuis 1793 du canton de Claye-Souilly. Dans le cadre du redécoupage cantonal de 2014 en France, ce canton, dont la commune est toujours membre, est modifié, passant de 6 à 30 communes.

### Intercommunalité
La ville faisait partie de la Communauté de communes des Portes de la Brie, créée fin 2011.
Dans le cadre des prévisions du schéma départemental de coopération intercommunale (SDCI)  arrêté le 22 décembre 2011 et modifié par les commissions départementales de la coopération intercommunale (CDCI) de mars et novembre 2012, cette intercommunalité a fusionné avec ses voisines pour former, le 1er juin 2013 la communauté de communes Plaines et Monts de France, dont est désormais membre la commune.

### Tendances politiques et résultats

#### Élections nationales
- Élection présidentielle de 2017[50] : 40,02 % pour Emmanuel Macron (REM), 29,44 % pour Marine Le Pen (FN), 79,94 % de participation.

### Liste des maires
| Période                                  | Période        | Identité                   | Étiquette | Qualité |
| ---------------------------------------- | -------------- | -------------------------- | --------- | --- |
| Les données manquantes sont à compléter. |                |                            |           | |
| mars 1965                                | mai 1971       | Pierre Dubreuil            |           | Notaire |
| mai 1971                                 | septembre 1972 | Jean Paul Kirbiller        |           | Directeur d'école |
| septembre 1972                           | mars 1977      | Claude Arnoult (1930-2021) |           | Chef d'entreprise |
| mars 1977                                | mai 2020       | Christian Marchandeau      | DVD       | Ingénieur chimiste, maire honoraire Vice-président de la CC Plaines et Monts de France (2014 →) Réélu pour le mandat 2014-2020 |
| mai 2020                                 | En cours       | Stéphanie Auzias           | SE        | Biochimiste de formation et actuellement assistante maternelle. Adjointe de Christian Marchandeau de mars 2014 à mai 2020      |

### Jumelages
La ville est jumelée à  Gordes (84).

## Équipements et services

### Eau et assainissement
L’organisation de la distribution de l’eau potable, de la collecte et du traitement des eaux usées et pluviales relève des communes. La loi NOTRe de 2015 a accru le rôle des EPCI à fiscalité propre en leur transférant cette compétence. Ce transfert devait en principe être effectif au 1er janvier 2020, mais la loi Ferrand-Fesneau du 3 août 2018 a introduit la possibilité d’un report de ce transfert au 1er janvier 2026,.

#### Assainissement des eaux usées
En 2020, la gestion du service d'assainissement collectif de la commune d'Annet-sur-Marne est assurée par la communauté de communes Plaines et monts de France (CCPMF) pour la collecte, le transport et la dépollution. Ce service est géré en délégation par, dont le contrat arrive à échéance le 31 mars 2026,,.
L’assainissement non collectif (ANC) désigne les installations individuelles de traitement des eaux domestiques qui ne sont pas desservies par un réseau public de collecte des eaux usées et qui doivent en conséquence traiter elles-mêmes leurs eaux usées avant de les rejeter dans le milieu naturel. La communauté de communes Plaines et monts de France (CCPMF) assure pour le compte de la commune le service public d'assainissement non collectif (SPANC), qui a pour mission de vérifier la bonne exécution des travaux de réalisation et de réhabilitation, ainsi que le bon fonctionnement et l’entretien des installations. Cette prestation est déléguée à l'entreprise l'entreprise Veolia, dont le contrat arrive à échéance le 31 décembre 2026,,.

#### Eau potable
En 2020, l'alimentation en eau potable de la commune est assurée par le syndicat intercommunal des eaux de Tremblay-Claye-Souilly qui en a délégué la gestion à l'entreprise Veolia, dont le contrat expire le 30 avril 2028,,. Annet-sur-Marne présente sur son territoire une usine d'eau potable, qui dessert une cinquantaine de communes autour de Lagny-sur-Marne.

## Population et société

### Démographie
L'évolution du nombre d'habitants est connue à travers les recensements de la population effectués dans la commune depuis 1793. Pour les communes de moins de 10 000 habitants, une enquête de recensement portant sur toute la population est réalisée tous les cinq ans, les populations de référence des années intermédiaires étant quant à elles estimées par interpolation ou extrapolation. Pour la commune, le premier recensement exhaustif entrant dans le cadre du nouveau dispositif a été réalisé en 2006.

En 2022, la commune comptait 3 329 habitants, en évolution de +2,15 % par rapport à 2016 (Seine-et-Marne : +3,92 %, France hors Mayotte : +2,11 %).
| 1793 | 1800 | 1806 | 1821 | 1831 | 1836 | 1841  | 1846  | 1851 |
| ---- | ---- | ---- | ---- | ---- | ---- | ----- | ----- | ---- |
| 875  | 979  | 952  | 906  | 889  | 971  | 1 005 | 1 009 | 970  |

| 1856 | 1861 | 1866 | 1872 | 1876 | 1881 | 1886 | 1891 | 1896 |
| ---- | ---- | ---- | ---- | ---- | ---- | ---- | ---- | ---- |
| 935  | 970  | 990  | 930  | 889  | 910  | 956  | 924  | 989  |

| 1901 | 1906 | 1911 | 1921 | 1926  | 1931  | 1936 | 1946 | 1954  |
| ---- | ---- | ---- | ---- | ----- | ----- | ---- | ---- | ----- |
| 932  | 910  | 990  | 889  | 1 006 | 1 122 | 953  | 903  | 1 001 |

| 1962  | 1968  | 1975  | 1982  | 1990  | 1999  | 2006  | 2011  | 2016  |
| ----- | ----- | ----- | ----- | ----- | ----- | ----- | ----- | ----- |
| 1 178 | 1 201 | 1 715 | 1 714 | 2 128 | 2 482 | 3 198 | 3 229 | 3 259 |

| 2021  | 2022  | - | - | - | - | - | - | - |
| ----- | ----- | - | - | - | - | - | - | - |
| 3 317 | 3 329 | - | - | - | - | - | - | - |

### Enseignement
Annet-sur-Marne dispose :
- d’une école primaire publique (Vasarely) comprenant une section maternelle et une école élémentaire, située 36 rue Paul Valentin. Cet établissement public, inscrit sous le code 0772634V, comprend 170 élèves (chiffre du Ministère de l'Éducation nationale)[68] et dispose d’un restaurant scolaire ;
- d'une école maternelle publique (Dr Maurice Auzias), inscrite sous le code UAI : 0771483U, qui comprend 95 élèves[69], située Rue aux Reliques ;
- d'une école élémentaire publique (L. Lefort), inscrite sous le code 0770172U, qui comprend 138 élèves[70], située 3 bis rue Paul Valentin.

La commune dépend de l'académie de Créteil ; pour le calendrier des vacances scolaires, Annet-sur-Marne est en zone C.

## Économie
- Exploitations agricoles.

### Revenus de la population et fiscalité
Le nombre de ménages fiscaux en 2013 était de 1 180 et la  médiane du revenu disponible par unité de consommation  de 26 823 €.

### Emploi
En 2014, le nombre total d’emplois au lieu de travail était de 493.
Le taux d’activité de la population âgée de 15 à 64 ans s'élevait à 80,4 % contre un taux de chômage de 7,6 %.

### Entreprises et commerces
En 2015, le nombre d’établissements actifs était de 247 dont 2 dans l’agriculture-sylviculture-pêche, 5 dans l'industrie, 32 dans la construction, 176 dans le commerce-transports-services divers et 32 étaient relatifs au secteur administratif.

## Culture locale et patrimoine

### Lieux et monuments
- L'église Saint-Germain, XVIIIe et XXe siècles.
- Le château de Louche reconstruit dans la première moitié du XIXe siècle, devenu maison de retraite en 2007.

Jardin d'agrément et parc du château de Louche.
- Le château de Sannois reconstruit en 1840.

Jardin d'agrément dit parc de Sannois.
- Le château d'Etry, XVIIIe siècle abrite aujourd’hui un centre d’orientation de l’enfance de la ville de Paris.

Jardin d'agrément dit parc du château d'Etry.
- L'île de loisirs de Jablines-Annet (partagée avec la commune voisine de Jablines).

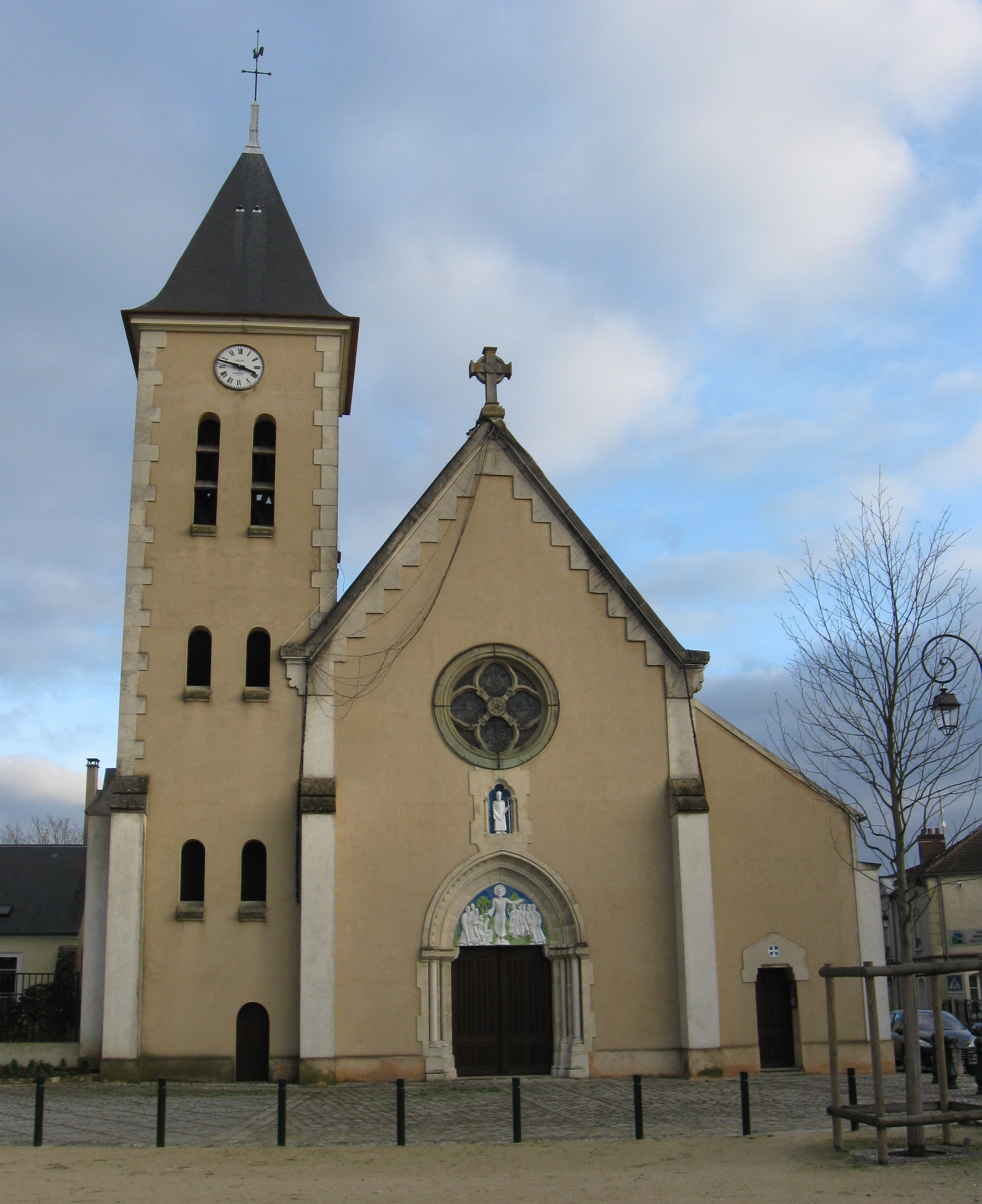
L'église Saint-Germain.
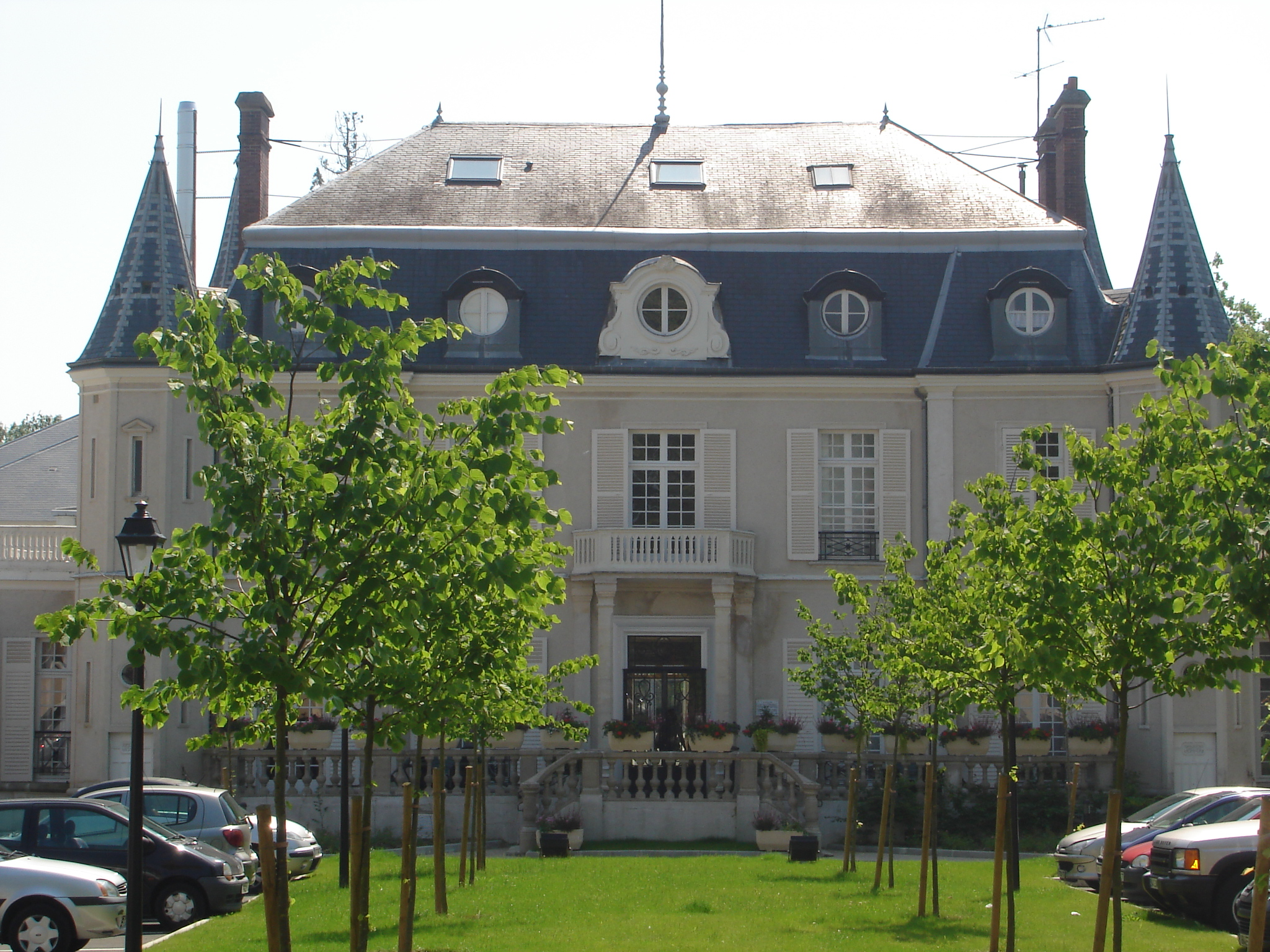
Le château de Louche.
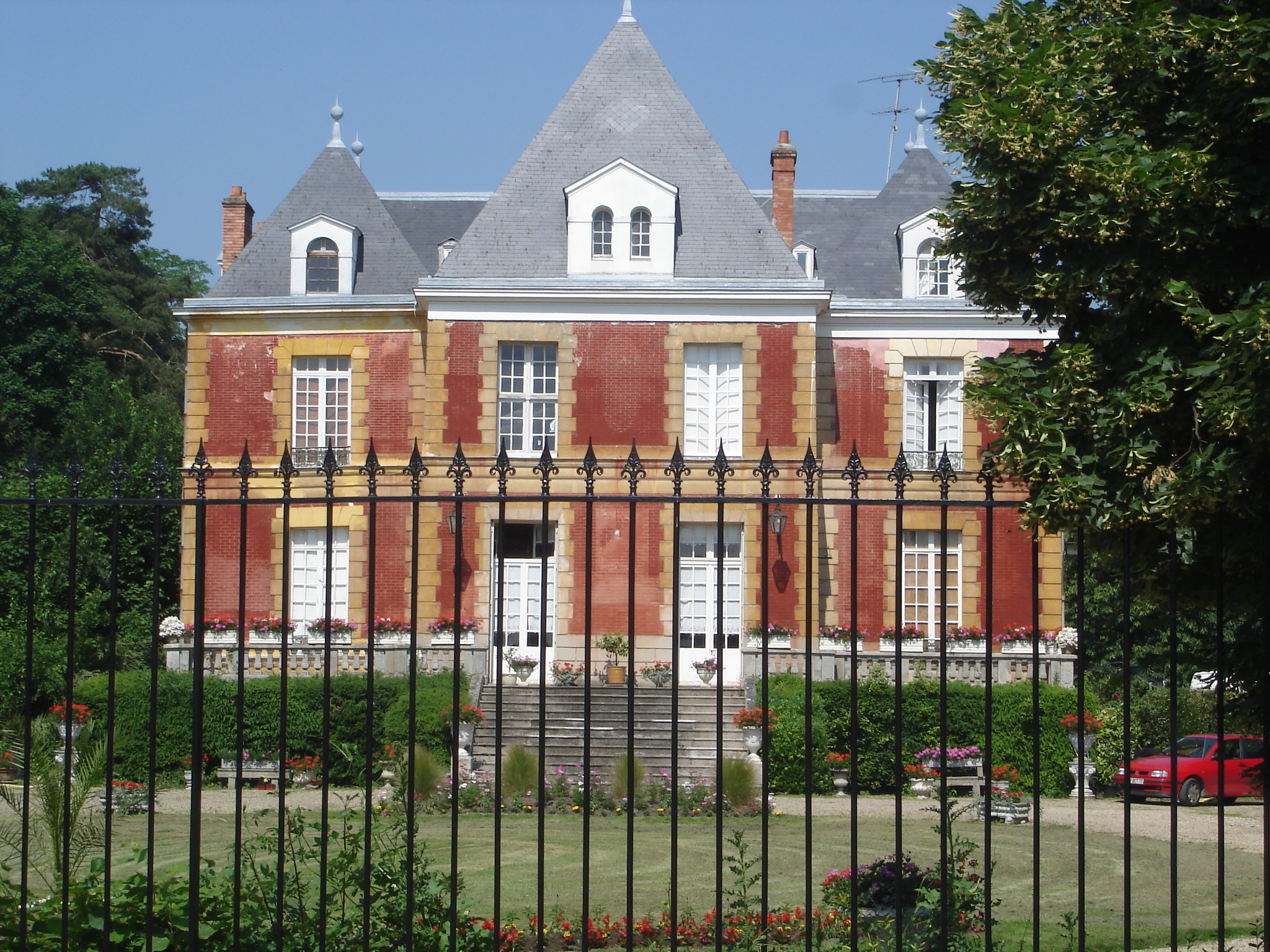
Le château de Sannois.
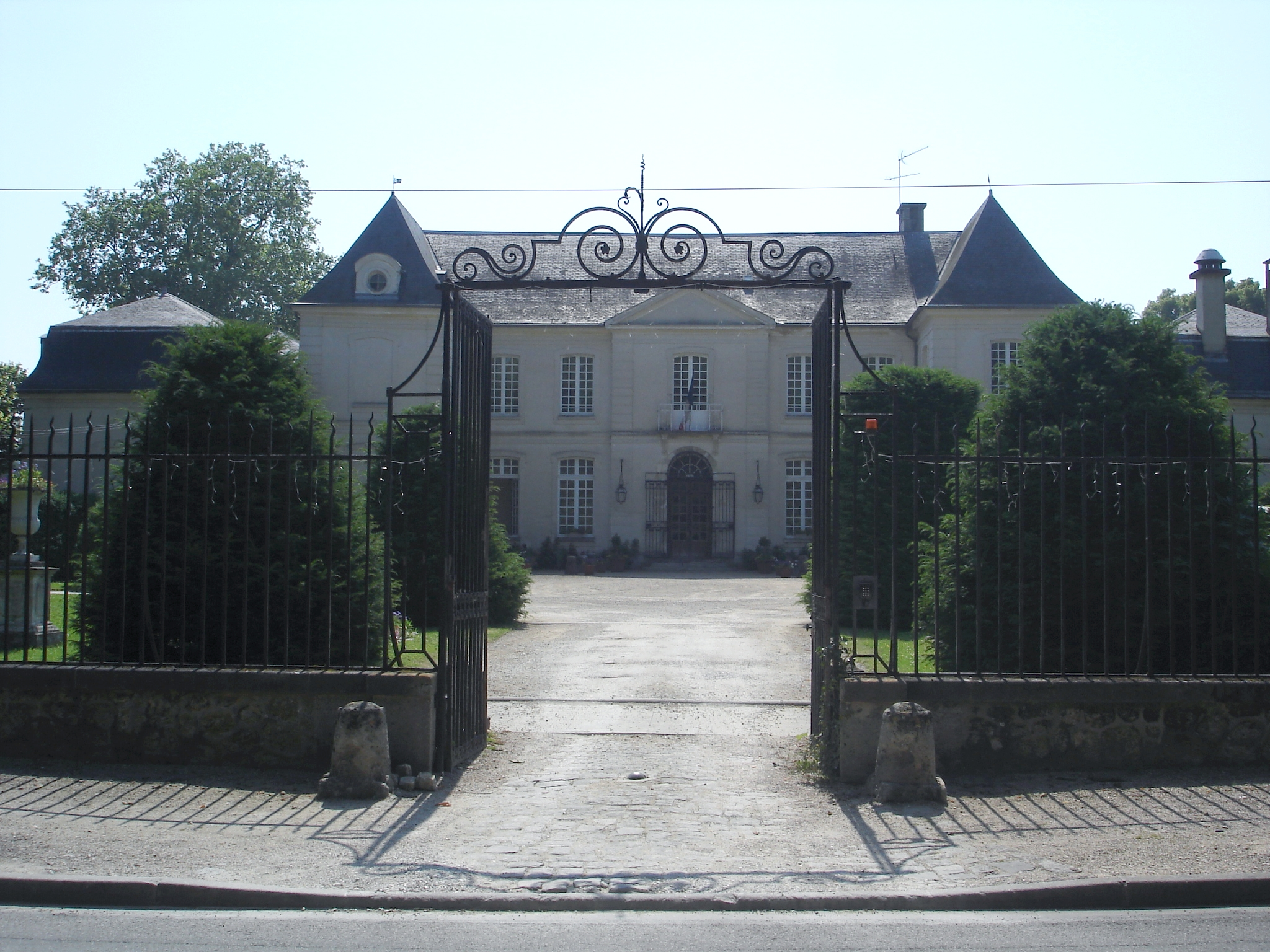
Le château d'Etry.

### Patrimoine naturel
- ZNIEFF de type 1 no 110020187 « Vallée de la Beuvronne entre Claye-Souilly et Fresnes-sur-Marne »[74].
- ZNIEFF de type 1 no 110001146 « Plan d'eau de la boucle de Jablines »[75].

### Patrimoine culturel

#### Annet-sur-Marne au cinéma
- Durant l’été 1951, Annet-sur-Marne est pendant une dizaine de jours un des lieux de tournage du film réalisé par Jacques Becker Casque d'Or, pour des scènes d’extérieur et celles à l’intérieur de l’église ou du fourgon cellulaire. Deux des interprètes principaux du film, Simone Signoret et Serge Reggiani, logent alors dans des hôtels de la commune.

### Personnalités liées à la commune
- Jean-Rodolphe Perronet (1708-1794)[réf. nécessaire], ingénieur et architecte français, fondateur et premier directeur de l’École nationale des ponts et chaussées.
- Le comte de Sanois (1723-1799).
- Camille Flers (1802-1868), peintre paysagiste français, y est né.
- Le peintre Joseph Rossi (1892-1930) y est mort, noyé.
- Victor Vasarely (1906-1997), plasticien hongrois, naturalisé français.

Pendant une trentaine d'années, l'artiste y a une maison-atelier, un lieu détruit par un incendie en mars 2006. Sa tombe est dans le cimetière communal.

### Héraldique, logotype et devise
| Blason de Annet-sur-Marne | Blason  | D'azur à la burelle ondée d’or accompagnée de trois châteaux du même ouverts, ajourés et maçonnés de sable ; au chef d’or chargé d’un manteau de gueules accosté de deux rochers d'azur. Ornements extérieursTimbré d'une couronne murale et soutenu à dextre d'une gerbe de blé d'or et à senestre d'une branche de chêne de sinople engantée d'or, liées en sautoir à la pointe. |
| Blason de Annet-sur-Marne | Détails | Conçu par Jean-Claude Molinier. Bien que blasonnant les rochers d'azur, la municipalité les représente de sinople. Figure sur le site internet de la commune. Adopté en conseil municipal le 6 décembre 1991. |